# Prapimporn Karnchanda
Prapimporn Karnchanda, również Prapimporn Kanjunda (taj. ประพิมพ์พร กาญจันดา) – tajska aktorka filmowa i kaskaderka, pracująca w JAIKA Stunts Team.

## Kariera zawodowa
Ukończyła studia na Uniwersytecie Srinakharinwirot w Bangkoku. Wystąpiła w kilku filmach krajowych i zagranicznych. Zagrała role pierwszoplanowe w filmach produkcji tajlandzkiej, głównie filmach akcji (Bat Hunter, The King Cobra i in.). W Polsce jest znana przede wszystkim z udziału w filmie Krwiożercza małpa, gdzie wcieliła się w postać pomocnicy tytułowego bohatera (profesora Hamiltona).

## Nagrody i wyróżnienia
W roku 2011 została wyróżniona nagrodą dla najlepszej kaskaderki.

## Życie prywatne
14 października 2012 wyszła za mąż za Akaradacha Boonpenga, któremu urodziła syna.

## Filmografia
- 2013: Boy Golden jako Nanette
- 2011: Lady jako Daw Khin Kyi w wieku 30 lat[8]
- 2007: Krwiożercza małpa jako Chenne[9][10]
- 2007: The King Cobra (film) jako Narinthorn
- 2006: Bat Hunter jako Pim